# Germanodaktyl
Germanodaktyl (Germanodactylus) – rodzaj pterozaurów z rodziny Germanodactylidae; jego nazwa znaczy "niemiecki palec".
Żył w okresie późnej jury (ok. 150–145 mln lat temu) na terenach obecnej Europy. Jego szczątki znaleziono w Niemczech (w Bawarii) i w Anglii (w hrabstwie Dorset).
Posiadał kościany grzebień na górnej części głowy. Był spokrewniony z pterodaktylem. Germanodactylus cristatus mógł być dorosłą formą Pterodactylus kochi.
Gatunki germanodaktyla:
- Germanodactylus cristatus (Wiman, 1925)
- Germanodactylus sp. (Unwin, 1988)

Gatunek "Germanodactylus" rhamphastinus (Wagner, 1851), do 2018 zaliczany do rodzaju Germanodactylus, został ustanowiony przez Vidovica i Martilla (2018) gatunkiem typowym odrębnego rodzaju Altmuehlopterus.